# Letterio Savoja
Letterio Savoja (Messina, 1º maggio 1873 – Messina, 10 aprile 1948) è stato un ingegnere italiano.

## Biografia
Figlio di don Giuseppe Savoja e di donna Domenica Calogero, l'ing. Letterio Savoja apparteneva a un'agiata famiglia di commercianti ed era fratello del noto gioielliere messinese Antonino Savoja (1867–1938).
Sposò Maria Flavia Cambria (1879-1966), originaria di Milazzo, e con lei ebbe due figli.
Fu titolare, insieme all'ing. Gaetano Bonanno, di uno degli studi di ingegneri più importanti di Messina.
Nel 1921 fu autore del secondo piano regolatore della città di Milazzo.
Morì a Messina nel 1948 e fu sepolto nella cappella gentilizia della famiglia Savoja nel Cimitero monumentale di Messina.

## Opere e progetti principali
- Villino Crimi, Pace del Mela 1909
- Teatro Trifiletti, Milazzo 1910-11[1]
- Piano Regolatore di Milazzo, 1921
- Ricostruzione Chiesa di San Francesco all'Immacolata, Messina 1926
- Basilica Santuario di Sant'Antonio da Padova dei Padri Rogazionisti, Messina 1937[2]